# Camille Lacourt
Camille Lacourt (Narbona, 22 aprile 1985) è un ex nuotatore francese.

## Biografia
È specializzato nelle gare a dorso (50 e 100 m).
L'8 agosto 2013, si è sposato a Marsiglia con Valérie Bègue, Miss Francia 2008. La coppia ha una bambina, Jazz, nata il 20 ottobre 2012.
È protagonista dello spot Edison Energia del 2012 e dello spot Stroili 2014

## Palmarès
- Mondiali

Shanghai 2011: oro nei 100m dorso e argento nei 50m dorso.
Barcellona 2013: oro nei 50m dorso e nella 4x100 misti.
Kazan 2015: oro nei 50m dorso, argento nei 100m dorso e bronzo nella 4x100m misti.
Budapest 2017: oro nei 50m dorso.
- Mondiali in vasca corta

Dubai 2010: argento nei 100m dorso.
- Europei

Budapest 2010: oro nei 50m dorso, nei 100m dorso e nella 4x100m misti.
Londra 2016: oro nei 50m dorso e nei 100m dorso.
- Europei in vasca corta:

Herning 2013: argento nei 100m dorso.
- Giochi del Mediterraneo

Pescara 2009: argento nei 50m dorso.

## Riconoscimenti
- LEN Award: 2010
- European Swimmer of the Year: 2010